# Robert Stephens
Sir Robert Graham Stephens (n. 14 iulie 1931, Bristol, Anglia, Regatul Unit – d. 12 noiembrie 1995, Londra, Anglia, Regatul Unit) a fost un actor englez de teatru, film și televiziune. A fost unul din actorii de frunte în primii ani ai Teatrului Național din Londra (Royal National Theatre). Stephens a fost unul dintre cei mai respectați actori ai generației sale și a fost la un moment dat considerat succesorul firesc al lui Laurence Olivier.

## Filmografie

### Film
| An   | Titlu                                   | Rol                          | Note                   |
| ---- | --------------------------------------- | ---------------------------- | ---------------------- |
| 1956 | War and Peace                           | Officer Talking with Natasha | nemenționat            |
| 1960 | A Circle of Deception                   | Captain Stein                |                        |
| 1961 | A Taste of Honey                        | Peter Smith                  |                        |
| 1961 | Pirates of Tortuga                      | Henry Morgan                 |                        |
| 1961 | The Queen's Guards                      | Henry Wynne-Walton           |                        |
| 1961 | Lunch Hour                              | The Man                      |                        |
| 1962 | The Inspector                           | Dickens                      | Lansat ca Lisa în SUA  |
| 1963 | The Small World of Sammy Lee            | Gerry Sullivan               |                        |
| 1963 | Cleopatra                               | Germanicus                   |                        |
| 1966 | Morgan – A Suitable Case for Treatment  | Charles Napier               |                        |
| 1968 | Romeo și Julieta                        | The Prince of Verona         |                        |
| 1969 | The Prime of Miss Jean Brodie           | Teddy Lloyd                  |                        |
| 1970 | Viața particulară a lui Sherlock Holmes | Sherlock Holmes              |                        |
| 1972 | The Asphyx                              | Sir Hugo Cunningham          |                        |
| 1972 | Travels with My Aunt                    | Ercole Visconti              |                        |
| 1974 | Luther                                  | Johan Von Eck                |                        |
| 1977 | Dueliștii                               | General Treillard            |                        |
| 1977 | At Night All Cats Are Crazy             | Charles Watson               |                        |
| 1978 | The Shout                               | Chief Medical Officer        |                        |
| 1981 | Jocurile contesei Dolingen de Gratz     | The Professor                |                        |
| 1983 | Ill Fares the Land                      |                              |                        |
| 1986 | Comrades                                | Frampton                     |                        |
| 1987 | High Season                             | Konstantinis                 |                        |
| 1987 | Imperiul soarelui                       | Mr Lockwood                  |                        |
| 1988 | American Roulette                       | Screech                      |                        |
| 1988 | The Fruit Machine                       | Vincent                      |                        |
| 1988 | Ada in the Jungle                       | Lord Gordon                  |                        |
| 1988 | Testimony                               | Vsevolod Meyerhold           |                        |
| 1989 | Henric al V-lea                         | Ancient Pistol               |                        |
| 1990 | Wings of Fame                           | Merrick                      |                        |
| 1990 | Rugul vanităților                       | Sir Gerald Moore             |                        |
| 1990 | The Children                            | Azariah Dobree               |                        |
| 1991 | Încurcături la Vatican                  | The Camarlengo               |                        |
| 1991 | Ferdydurke                              | Prof. Pimco                  | Alt titlu: 30 Door Key |
| 1991 | Frica de întuneric                      | Dan Burns                    |                        |
| 1992 | Chaplin                                 | Ted the Drunk                |                        |
| 1993 | Searching for Bobby Fischer             | Poe's teacher                |                        |
| 1993 | Mutări inofensive                       | Max Lopert                   |                        |
| 1993 | Century                                 | Mr Reisner                   |                        |
| 1995 | England, My England                     | John Dryden                  | (ultimul rol de film)  |

### Televiziune
| An        | Titlu                         | Rol                          | Note                                            |
| --------- | ----------------------------- | ---------------------------- | ----------------------------------------------- |
| 1956      | Nom-de-Plume                  | John                         | Episodul: The Counting House Clerk              |
| 1964      | Channing                      | Paddy Riordan                | Episodul: A Bang and a Whimper                  |
| 1964      | First Night                   | Arnold Claybill              | Episodul: The Improbable Mr Claybill            |
| 1971      | The Rivals of Sherlock Holmes | Max Carrados                 | Episodul: The Missing Witness Sensation         |
| 1974      | QB VII                        | Robert Highsmith             | miniserial TV, 3 episoade                       |
| 1978      | Holocaust                     | Unchiul Kurt Dorf            | miniserial TV, 4 episoade                       |
| 1982      | Anyone for Denis?             | Schubert                     | film TV                                         |
| 1983      | Studio                        | Lyndsay                      | 7 episoade                                      |
| 1984      | The Box of Delights           | Abner Brown                  | 6 episoade, rol secundar                        |
| 1984      | Fortunes of War               | Bill Castlebar               | 3 episoade                                      |
| 1985      | By the Sword Divided          | Sir Ralph Winter             |                                                 |
| 1986      | Hell's Bells                  | Bishop Godfrey Hethercote    | 6 episoade                                      |
| 1987      | Inspector Morse               | Sir Wilfred Mulryne          | Episodul: The Settling of the Sun               |
| 1988-1989 | War and Remembrance           | SS Sturmbannführer Karl Rahm | miniserial TV, 3 episoade                       |
| 1989      | South Bank Show               | Raymond Chandler             | serie TV de artă, 1 episod, lecturi dramatizate |
| 1990      | The Storyteller: Greek Myths  | Hades                        | 1 episod                                        |
| 1994-1995 | 99-1                          | Commander Oakwood            | 7 episoade                                      |